# Francesco Guarino

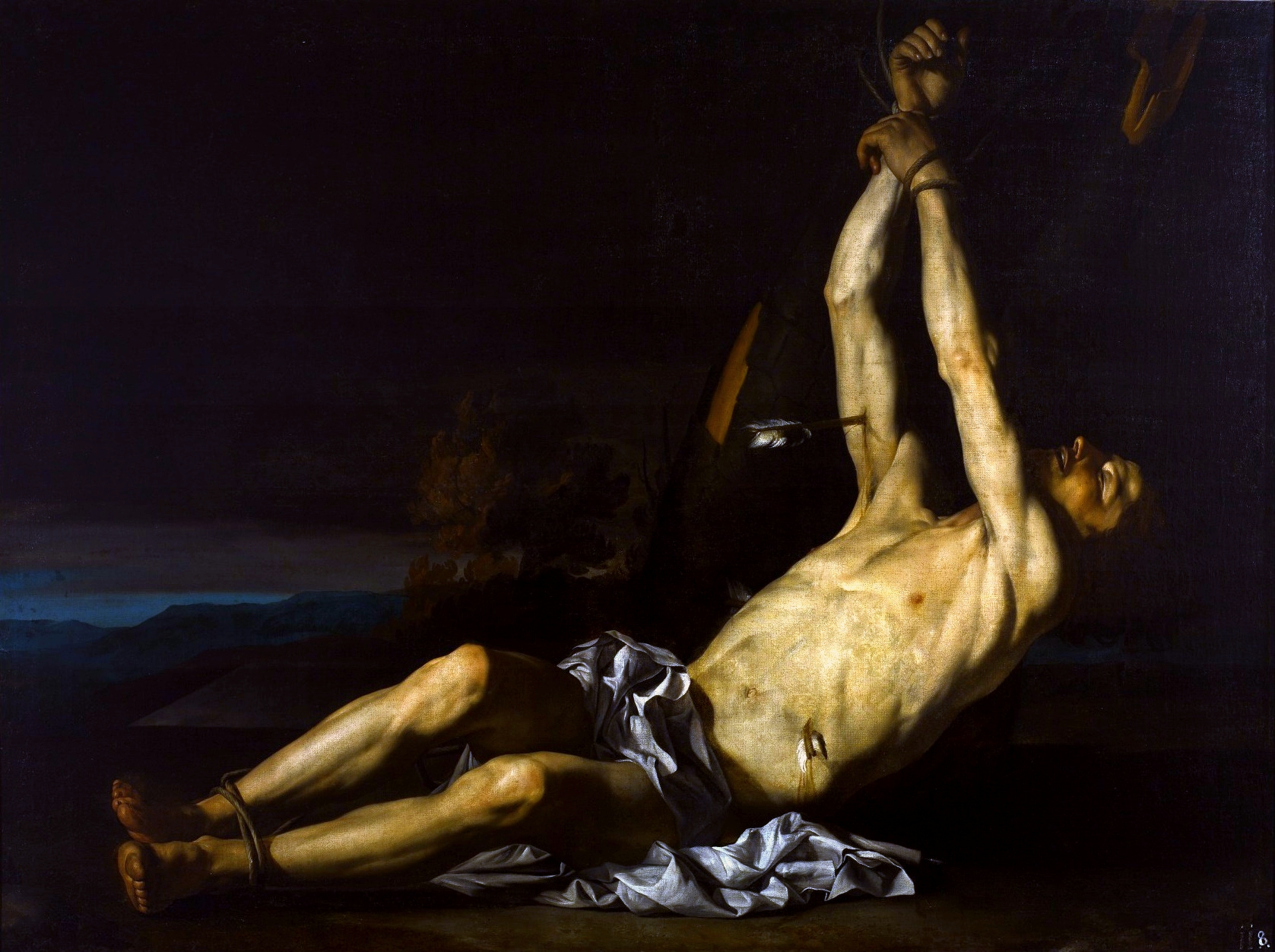
Święty Sebastian, 2 poł XVII w.

Francesco Guarino (ur. 1611 w Sant'Agata Irpina, koło Solofra, zm. 13 lipca 1654 w Gravina di Puglia) – włoski malarz szkoły neapolitańskiej. Działał głównie w górzystym obszarze na wschód od Neapolu, zwanym Irpinia, oraz w Kampanii, Apulii oraz Molise.
Uczył się początkowo u swojego ojca, Giovanni Tommaso Guarino, potem w Neapolu u Massimo Stanzione. Podobnie jak większość malarzy szkoły neapolitańskiej znajdował się pod wpływem Caravaggio.
Zajmował się głównie tematyką religijną, większość dzieł znajduje się w kościołach na południu Włoch. W latach 1630–1635 stworzył cykl malowideł na stropach kolegiaty św. Michała Archanioła w Solofra. Jego obrazy znajdują się w zbiorach muzeum Capodimonte w Neapolu, Prado w Madrycie, Muzeum Puszkina w Moskwie i wielu innych muzeów.
W zbiorach warszawskiego Muzeum Narodowego znajduje się jego obraz „Św. Sebastian”.